# 富山県道2号魚津生地入善線
富山県道2号魚津生地入善線（とやまけんどう2ごう うおづいくじにゅうぜんせん）は、富山県魚津市と下新川郡入善町を結ぶ県道（主要地方道）である。

## 概要
魚津市の港町 - 経田西町間は「しんきろうロード」と重複する。

### 路線データ
- 起点：富山県魚津市本町2丁目（富山県道1号富山魚津線・富山県道52号島尻魚津インター線交点）
- 終点：富山県下新川郡入善町入膳（入膳中町交差点、富山県道60号入善朝日線交点）

## 歴史
- 1885年（明治18年） - それまで使用されていた浜往来に代わる道路として、関係町村が組合を作り、魚津 - 生地間12㎞に幅員2.35m（1間3尺）～3mの道路を敷設[1][2]。
- 1907年（明治40年） - 富山県道15号線に指定される[3]。
- 1926年（大正15年） - 魚津 - 経田間の幅員が5.5mとなる。以降、生地までの区間の幅員も5.5mとなる[3]。
- 1993年（平成5年）5月11日 - 建設省から、県道魚津生地入善線が魚津生地入善線として主要地方道に指定される[4]。

## 路線状況

### 重複区間
- 富山県道117号上飯野入善停車場線（下新川郡入善町入膳・入膳西町交差点 - 下新川郡入善町入膳・入膳中町交差点）

## 地理

### 通過する自治体
- 魚津市
- 黒部市
- 下新川郡入善町

### 交差する道路
- 富山県道1号富山魚津線（富山県道3号富山立山魚津線 重複）・富山県道52号島尻魚津インター線（魚津市本町2丁目、起点）
- 富山県道129号魚津停車場線（魚津市港町）
- 富山県道127号経田停車場線（魚津市経田中町）
- 富山県道126号福平経田線（魚津市寿町、寿町交差点）
- 富山県道125号福平石田線（黒部市岡、石田交差点）
- 富山県道123号石田停車場線（黒部市石田新）
- 富山県道122号石田前沢線（黒部市石田、立野交差点）
- 富山県道53号若栗生地線（黒部市生地中区）
- 富山県道119号沓掛生地線（黒部市生地、生地交差点）
- 富山県道118号生地停車場線（黒部市吉田・生地駅前）
- 富山県道110号高畠上飯野線（下新川郡入善町高畠、高畠交差点）
- 富山県道116号小摺戸芦崎線（下新川郡入善町、下飯野交差点）
- 富山県道114号青木吉原線（下新川郡入善町目川・目川交差点）
- 富山県道113号吉原入善線（下新川郡入善町入膳）
- 富山県道117号上飯野入善停車場線（下新川郡入膳町入膳、入膳西町交差点）
- 富山県道60号入善朝日線・富山県道117号上飯野入善停車場線（下新川郡入膳町入膳、入膳中町交差点、終点）

### 主要橋梁
- 落合橋（魚津市経田 - 黒部市石田）
- 下黒部橋（黒部市荒俣 - 下新川郡入善町本村）